# Ciprusi labdarúgócsapatok listája
Ez a ciprusi labdarúgócsapatok listája a 2008–2009-es idény osztálybesorolásai szerint.

## Első osztály
- AÉ Kítion Lárnakasz (Lárnaka)
- AÉ Lemeszú (Limassol)
- AÉ Páfosz (Páfosz)
- Alkí Lárnaka (Lárnaka)
- Anórthoszi Ammohósztu (Famagusta)
- APÉ Piciliász (Piciliá)
- APÓ Ellínon Lefkoszíasz (Nicosia)
- APÓ Péjiasz Kinírasz (Péjia)
- Apóllon Lemeszú (Limassol)
- APSZ Atrómitosz Jeroszkípu (Jeroszkípu)
- ASZ Omónia Lefkoszíasz (Nicosia)
- Dóxa Katokopiász (Katokopiá)
- Énoszi Néon Paralimníu (Paralímni)
- Ethnikósz Áhnasz (Áhna)

## Másodosztály
- Árisz Lemeszú (Limassol)
- ASZ Iszhísz Líszisz (Lárnaka)
- AÓ Ajíasz Nápasz (Ajía Nápa)
- Dijenísz Akrítasz Mórfu (Mórfu)
- ÉN ThOI Lakatámia (Lakatámia)
- en:Ermis Aradippou (Aradippou)
- en:Ethnikos Assia (Assia)
- en:Halkanoras Idaliou (Idalion)
- en:MEAP Nisou (Nisou)
- Néa Szalamína Ammohósztu (Famagusta)
- Olimbiakósz Lefkoszíasz (Nicosia)
- en:Omonia Aradippou (Aradippou)
- en:Onisilos Sotira (Sotira)
- en:PAEEK (Kyrenia)